# Dekanat Bayreuth
Dekanat Bayreuth – jeden z 21 dekanatów rzymskokatolickiej archidiecezji bamberskiej w Niemczech. 
Według stanu na październik 2016 w skład dekanatu wchodziło 14 parafii rzymskokatolickich. 

## Lista parafii
Źródło:
| Lp. | Miejscowość  | Parafia                                        | Grafika | Kościół | Adres                                  |
| --- | ------------ | ---------------------------------------------- | ------- | --- | -------------------------------------- |
| 1   | Bayreuth     | Parafia Świętego Ducha                         |         | Kościół Świętego Ducha w Bayreuth                                                                           | Hugenottenstraße 12 95448 Bayreuth     |
| 2   | Bayreuth     | Parafia Świętego Krzyża                        |         | Kościół Świętego Krzyża w Bayreuth                                                                          | Preuschwitzer Straße 32 95445 Bayreuth |
| 3   | Bayreuth     | Parafia św. Jana Nepomucena                    |         | Kościół św. Jana Nepomucena w Bayreuth                                                                      | Hirschbergleinstraße 19 95448 Bayreuth |
| 4   | Bayreuth     | Parafia św. Jadwigi Śląskiej                   |         | Kościół św. Jadwigi Śląskiej w Bayreuth                                                                     | Schwindstraße 14 a 95447 Bayreuth      |
| 5   | Bayreuth     | Parafia Najświętszej Maryi Panny               |         | Kościół Najświętszej Maryi Panny w Bayreuth Kościoły filialne: Kościół św. Benedykta w Bayreuth             | Schlossberglein 3 95444 Bayreuth       |
| 6   | Eckersdorf   | Parafia św. Franciszka                         |         | Kościół św. Franciszka w Eckersdorf                                                                         | Amselstraße 6 95488 Eckersdorf         |
| 7   | Freienfels   | Parafia św. Bartłomieja                        |         | Kościół św. Bartłomieja we Freienfels                                                                       | Kirchplatz 1 96142 Hollfeld            |
| 8   | Hochstahl    | Parafia św. Jana Chrzciciela                   |         | Kościół św. Jana Chrzciciela w Hochstahl                                                                    | Hochstahl 12 91347 Aufseß              |
| 9   | Hollfeld     | Parafia Wniebowzięcia Najświętszej Maryi Panny |         | Kościół Wniebowzięcia Najświętszej Maryi Panny w Hollfeld Kościoły filialne: Kościół św. Mateusza w Neuhaus | Kirchplatz 1 96142 Hollfeld            |
| 10  | Nankendorf   | Parafia św. Marcina                            |         | Kościół św. Marcina w Nankendorf                                                                            | Nankendorf 1 91344 Waischenfeld        |
| 11  | Oberailsfeld | Parafia św. Burkarda                           |         | Kościół św. Burkarda w Oberailsfeld                                                                         | Volsbach 25 95491 Ahorntal             |
| 12  | Schönfeld    | Parafia Znalezienia Krzyża Świętego            |         | Kościół Znalezienia Krzyża Świętego w Schönfeld                                                             | Kirchplatz 1 96142 Hollfeld            |
| 13  | Volsbach     | Parafia Narodzenia Najświętszej Maryi Panny    |         | Kościół Narodzenia Najświętszej Maryi Panny w Volsbach                                                      | Volsbach 25 95491 Ahorntal             |
| 14  | Waischenfeld | Parafia św. Jana Chrzciciela                   |         | Kościół św. Jana Chrzciciela w Waischenfeld Kościoły filialne: Kościół św. Ulricha w Poppendorf             | Schloßberg 3 91344 Waischenfeld        |